# Club Deportivo Virginio Gómez
El Club Deportivo Virginio Gómez es un club de baloncesto de la ciudad de  Concepción, Chile. Juega en la División Mayor del Básquetbol de Chile, la máxima categoría en Chile.

## Nombre del club
Lleva el nombre de Virginio Gómez por el médico e intelectual chileno, fundador de la medicina moderna en Concepción, uno de los impulsores de la creación de la Universidad de Concepción, de la creación del Comité Pro-Universidad y del Hospital Clínico. Fue miembro de la masonería chilena.

## Datos del Club
- Temporadas en Dimayor (2):2012 - 2013

## Ingreso
Virginio Gómez  participa como invitado para la temporada 2012 de la Dimayor. En la temporada 2013 se inscribió como equipo.

## Plantilla
Plantilla inscrita para la Dimayor 2013:
| \| Pos. \| # \| Nac. \| Nombre \| Altura \| Peso \| \| ---------- \| - \| ---- \| ------------------ \| --------------- \| --------------- \| \| Escolta\\|E \| 4 \| \| Pavéz, Francisco \| 1,84 m (6′ 0″) \| 72 kg (158 lb) \| \| Escolta\\|E \| 5 \| \| Escalup, Rogers \| 1,81 m (5′ 11″) \| 95 kg (209 lb) \| \| P \| 7 \| \| Villagrán, Matías \| 1,99 m (6′ 6″) \| 101 kg (222 lb) \| \| A \| 8 \| \| Moraga, Matías \| 1,94 m (6′ 4″) \| 88 kg (194 lb) \| \| B \| - \| \| Alvial, Jonathan \| 1,82 m (6′ 0″) \| 84 kg (185 lb) \| \| A \| - \| \| Hernández, Alexis \| 1,85 m (6′ 1″) \| 81 kg (178 lb) \| \| B \| - \| \| Villagrán, Marcelo \| 1,85 m (6′ 1″) \| 89 kg (196 lb) \| \| A \| - \| \| Schuler, Fernando \| 1,83 m (6′ 0″) \| 81 kg (178 lb) \| \| Escolta\\|E \| - \| \| Aranda, Carlos \| 1,86 m (6′ 1″) \| 73 kg (161 lb) \| \| A \| - \| \| Davis, Antonio \| 1,90 m (6′ 3″) \| 91 kg (200 lb) \| \| AP \| - \| \| Fanbuleh, Jeff \| 1,92 m (6′ 4″) \| 94 kg (207 lb) \| | Entrenador Principal - Miguel Ureta Entrenador(es) Asistente(s) Leyenda - (C) Capitán - (J) Juvenil - (*) Aclaración - Lesionado |                           |                    |                 |                 |
| Pos. | # | Nac.                      | Nombre             | Altura          | Peso            |
| Escolta\|E | 4 | Bandera de Chile          | Pavéz, Francisco   | 1,84 m (6′ 0″)  | 72 kg (158 lb)  |
| Escolta\|E | 5 | Bandera de Chile          | Escalup, Rogers    | 1,81 m (5′ 11″) | 95 kg (209 lb)  |
| P | 7 | Bandera de Chile          | Villagrán, Matías  | 1,99 m (6′ 6″)  | 101 kg (222 lb) |
| A | 8 | Bandera de Chile          | Moraga, Matías     | 1,94 m (6′ 4″)  | 88 kg (194 lb)  |
| B | - | Bandera de Chile          | Alvial, Jonathan   | 1,82 m (6′ 0″)  | 84 kg (185 lb)  |
| A | - | Bandera de Chile          | Hernández, Alexis  | 1,85 m (6′ 1″)  | 81 kg (178 lb)  |
| B | - | Bandera de Chile          | Villagrán, Marcelo | 1,85 m (6′ 1″)  | 89 kg (196 lb)  |
| A | - | Bandera de Chile          | Schuler, Fernando  | 1,83 m (6′ 0″)  | 81 kg (178 lb)  |
| Escolta\|E | - | Bandera de Chile          | Aranda, Carlos     | 1,86 m (6′ 1″)  | 73 kg (161 lb)  |
| A | - | Bandera de Estados Unidos | Davis, Antonio     | 1,90 m (6′ 3″)  | 91 kg (200 lb)  |
| AP | - | Bandera de Estados Unidos | Fanbuleh, Jeff     | 1,92 m (6′ 4″)  | 94 kg (207 lb)  |

| Pos.       | # | Nac.                      | Nombre             | Altura          | Peso            |
| ---------- | - | ------------------------- | ------------------ | --------------- | --------------- |
| Escolta\|E | 4 | Bandera de Chile          | Pavéz, Francisco   | 1,84 m (6′ 0″)  | 72 kg (158 lb)  |
| Escolta\|E | 5 | Bandera de Chile          | Escalup, Rogers    | 1,81 m (5′ 11″) | 95 kg (209 lb)  |
| P          | 7 | Bandera de Chile          | Villagrán, Matías  | 1,99 m (6′ 6″)  | 101 kg (222 lb) |
| A          | 8 | Bandera de Chile          | Moraga, Matías     | 1,94 m (6′ 4″)  | 88 kg (194 lb)  |
| B          | - | Bandera de Chile          | Alvial, Jonathan   | 1,82 m (6′ 0″)  | 84 kg (185 lb)  |
| A          | - | Bandera de Chile          | Hernández, Alexis  | 1,85 m (6′ 1″)  | 81 kg (178 lb)  |
| B          | - | Bandera de Chile          | Villagrán, Marcelo | 1,85 m (6′ 1″)  | 89 kg (196 lb)  |
| A          | - | Bandera de Chile          | Schuler, Fernando  | 1,83 m (6′ 0″)  | 81 kg (178 lb)  |
| Escolta\|E | - | Bandera de Chile          | Aranda, Carlos     | 1,86 m (6′ 1″)  | 73 kg (161 lb)  |
| A          | - | Bandera de Estados Unidos | Davis, Antonio     | 1,90 m (6′ 3″)  | 91 kg (200 lb)  |
| AP         | - | Bandera de Estados Unidos | Fanbuleh, Jeff     | 1,92 m (6′ 4″)  | 94 kg (207 lb)  |